# Samarra
 For alternative betydninger, se Samara (flertydig). (Se også artikler, som begynder med Samara)
Samarra er en by i Irak. Byen ligger ved floden Tigris ca. 125 km nord for Bagdad i provinsen Salah ad-Din. Byen har 140.400(2015) indbyggere. I 2007 blev Samara optaget på UNESCOs Verdensarvsliste.

## Etymologi
Middelalderhistorikere mener at byens navn kommer fra “Sarre men ra’a” "سر من رأى", som kan oversættes til “En fryd for alle at se”.[kilde mangler]

### Forhistorisk Samara
Tekst mangler, hjælp os med at skrive teksten

### Nutid
Sammare er hovedby i Salah ad-Din-provinsen i Sunni-trekanten. Selv om byen rummer mange af shia-muslimernes hellige steder som den Gyldne Moske og shia-imamers hellige gravsteder, er den domineret af sunni-muslimer. På grund af stigende spændinger mellem shiaer og sunnier er byen blevet et af brændpunkterne i den irakiske borgerkrig.
Den 22. februar 2006 blev kuplen på den Gyldne Moske sprængt ved terrorangreb, sandsynligvis udøvet af sunnistiske Al-Qaeda-terrorister. Den 13. juni 2007 blev de tilbageværende to minareter sprængt under et mortérangreb. Shialederen Muqtada al-Sadr opfordrede til fredelige demonstrationer og tre dages sorg. Han udtalte, at han ikke kunne tro at en sunni-araber kunne have gjort noget sådant.

## Økonomi
I 2003 var cirka 70 % af alle mænd mellem 18 og 35 arbejdsløse. I dag forhindrer store sikkerhedsproblemer i det urolige Irak en økonomisk udvikling i byen.
Imam Ali al-Hadi moskéen ligger i byen.